# 陰辜諸
陰辜諸（鄒語：Engohcu），是台灣鄒族傳說中的惡靈之一，會把人拖進水裡溺死，算是一種水鬼。

## 習性
陰辜諸住在河的深水區，祂會將人們拉進水裡將其淹死，有時也會入侵人體、或是入侵土地中。

## 傳說
據說原本陰辜諸也是人，他有一個神奇的手杖，只要打擊水面便可以將水分出一條路讓人可以行走，族人過河時通常都會跟他借那根手杖，後來陰辜諸經過一片田時，被田主以為是小偷而被殺害，而祂的手杖也在接下來的一次大豪雨中流進水中的深淵裡。後來祂的怨靈便潛於河中將人拉進水裡溺斃，而且不論在上下游溺斃的人，其屍體都會沉浸手杖掉入的深淵中。
另有認為陰辜諸是個河神、或是神人的說法。

## 抵禦
當河裡有陰辜諸的時候，鄒族人會請河神阿給茲歐耶哈將其驅趕；入侵土地時則由土地神阿給·瑪梅有伊；人體時則由主神之一的哈莫。